# بلیندو ماهاسوآ
بلیندو ماهاسوآ (به لاتین: Belindo Mahasoa) یک منطقهٔ مسکونی در ماداگاسکار است که در منطقه بکیلی واقع شده‌است.
 بلیندو ماهاسوآ  ۵٬۰۰۰ نفر جمعیت دارد و ۳۸۰ متر بالاتر از سطح دریا واقع شده‌است.